# Torneo WTA de Katowice
El Abierto de Katowice fue un torneo profesional de tenis femenino jugado en canchas de dura bajo techo en Katowice, Polonia. El evento estuvo afiliado a la Asociación Femenina de Tenis (WTA), y fue un torneo de nivel internacional en el circuito de la WTA.

## Resultados

### Individual
| Año  | Campeona           | Finalista     | Resultado        |
| ---- | ------------------ | ------------- | ---------------- |
| 2013 | Roberta Vinci      | Petra Kvitová | 7-6(2), 6-1      |
| 2014 | Alizé Cornet       | Camila Giorgi | 7-6(3), 5-7, 7-5 |
| 2015 | Anna Schmiedlová   | Camila Giorgi | 6-4, 6-3         |
| 2016 | Dominika Cibulková | Camila Giorgi | 6-4, 6-0         |

### Dobles
| Year | Campeonas                           | Finalistas                            | Resultado        |
| ---- | ----------------------------------- | ------------------------------------- | ---------------- |
| 2013 | Lara Arruabarrena Lourdes Domínguez | Ioana Raluca Olaru Valeria Solovyeva  | 6-4, 7-5         |
| 2014 | Yuliya Beygelzimer Olga Savchuk     | Klára Koukalová Monica Niculescu      | 6-4, 5-7, [10-7] |
| 2015 | Ysaline Bonaventure Demi Schuurs    | Gioia Barbieri Karin Knapp            | 7-5, 4-6, [10-6] |
| 2016 | Eri Hozumi Miyu Kato                | Valentyna Ivakhnenko Marina Melnikova | 3-6, 7-5, [10-8] |